# Басаньес, Серхио
Серхио Басаньес (исп. Sergio Basañez; род. 4 мая 1970, Поса-Рика-де-Идальго, штат Веракруc, Мексика) — мексиканский актёр театра и кино.

## Биография
Родился 4 мая 1970 года в Поса-Рика-де-Идальго. С юности начал сниматься в кинофильмах, и затем попал в штат студии Televisa, где принимал участие в съёмках телесериалов. В 1999 году в связи с финансовым кризисом на студии Televisa вместе со многими именитыми актёрами перешёл на студию TV Azteca, где снимается до сих пор.

## Фильмография

### Мексика

#### Теленовеллы телекомпании Televisa
- 1989 — Просто Мария — Жан-Клод Карре
- 1990 — Ничья любовь — Марио
- 1993 — Мечта о любви — Маурисио
- 1995 — Морелия — Луис Кампос Миранда
- 1996 — Марисоль — Марио Суарес
- 1997 — Мария Исабель[исп.] — Габриэль

#### Теленовеллы телекомпании TV Azteca
- 1999 — Каталина и Себастьян — Себастьян (главная роль)
- 2000 — Женщина с ароматом кофе — Диего Санчес Сомбрано
- 2003 — Новая любовь — Сантьяго Мендоса
- 2004 — Наследница — Антонио Баутисто Родригес
- 2005 — Любовь под стражей — Хуан Мануэль Агирре
- 2008 — Секреты души — Леонардо Сантьяэстебан
- 2011-2012 — Открытое сердце — Андрес Гуэрра
- 2012-2013 — Короли — Ронко Абади
- 2013 — Семейные тайны — Максимилиано Миранда
- 2015 — Так много любви — Родасьяно
- 2016-2017 — Эль Чема — Тобиас Кларк
- 2017 — Ничего личного — Лукас Херрера
- 2018-2019 — За любовь вне закона — Густаво Сото
- 2021 — Что не так с моей семьёй? — Порфирио Рейнер Спрингер
- 2021 — Бессердечный — Герман Галлардо
- 2022 — Наследство — Данте Аламийо
- 2023 — Непобедимая любовь — Орландо Ломбарди
- 2024 — Проклятие

#### Мексиканские сериалы, транслировавшиеся свыше 2-х сезонов
- 1985 — Женщина, случаи из реальной жизни (22 сезона) (1985—2007)
- 2000 — О чём мы, женщины, молчим[англ.] (10 сезонов) (2000—2010)

### США

#### Американские сериалы, транслировавшиеся свыше 2-х сезонов
- Байки из склепа (7 сезонов) (1989-96)